# Kan’en
Kan’en (japanisch 寛延) ist eine japanische Ära (Nengō) von August 1748 bis Dezember 1751 nach dem gregorianischen Kalender. Der vorhergehende Äraname ist Enkyō, die nachfolgende Ära heißt Hōreki. Die Ära fällt in die Regierungszeit des Kaisers (Tennō) Momozono.
Der erste Tag der Kan’en-Ära entspricht dem 5. August 1748, der letzte Tag war der 13. Dezember 1751. Die Kan’en-Ära dauerte vier Jahre oder 1226 Tage.

## Ereignisse
- 1748 Veröffentlichung und Uraufführung des Kana dehon Chūshingura  (仮名手本忠臣蔵) als Bunraku-Stück in Osaka
- 1749 Harima-Flut (播磨大水, Harima ōsumi) durch den Fluss Senba in der Provinz Harima